# Boventiteling
Boventiteling wordt gebruikt om gezongen of gesproken tekst weer te geven tijdens een theater- of muziekvoorstelling. Hierbij wordt (vertaalde) tekst boven het podium op een scherm geprojecteerd of weergegeven op één of meerdere monitoren of een lichtkrant. Boventiteling wordt vaak gebruikt bij opera’s om vertalingen van teksten weer te geven voor het publiek, en komt hierin overeen met ondertiteling bij films en tv-programma's. Bij live-voorstellingen volgt een titelregisseur de handelingen en eventuele muziek en zorgt ervoor dat de teksten op tijd geprojecteerd worden.